# Phare de Cap Carbon
Le phare de Cap Carbon est un phare situé sur le cap Carbon, en Algérie, et culminant à près de 225 m au-dessus de la Méditerranée. Il s’agit d’un phare dit « d'atterrissage », qui indique la proximité du port de Béjaïa.

## Historique
(décembre 2021).
Le rapport de la commission nautique de l’Algérie de 1843, le premier établi par l’administration coloniale sur l'éclairage des côtes algériennes, recommandait l'amélioration des dispositifs existants et la création d'installations nouvelles. En 1849, le phare de Cap Carbon consistait en l'allumage d'un feu à éclipses de premier ordre, avec une portée de vingt-sept milles nautiques, dans un local provisoire. Ce n'est qu'en 1854 que fut mis en place un phare définitif.
En 1902, fut instituée une commission nautique spéciale, chargée d'étudier les améliorations à apporter au système d'éclairage des côtes algériennes. Cette commission prévoyait notamment l'installation au cap Carbon d'un feu auxiliaire pour parer à l'embrumage du feu principal et pour signaler par un secteur rouge les rochers des Moules. Le nouveau phare, construit en 1906 par une société italienne, fut allumé le 20 novembre.

## Caractéristiques
Le phare, dit « d'atterrissage », est situé sur un éperon rocheux qui marque l'extrémité de la presqu'île du cap Carbon, au nord du port de Béjaïa et dans le prolongement du parc national de Gouraya. Un chemin touristique, tracé sur la crête et fréquenté par des singes magots, en permet l'accès.
Le phare est constitué d'une tour cylindrique en verre reposant sur la terrasse d'une bâtisse en maçonnerie. Une plaque en cuivre portant l'inscription « Sautter, Harlé et Cie - 1905 » est apposée sur la lanterne. L'édifice, d'une hauteur de 14,60 mètres, culmine à une altitude de 224,40 mètres qui lui vaut d'être considéré comme « le plus haut phare du monde par rapport au niveau de la mer ».
Le feu, de couleur blanche à trois éclats survenant toutes les vingt secondes, a une portée de 29 milles nautiques, soit 54 km environ. Un phare auxiliaire, installé en bas de falaise, permet de le relayer en cas de panne.